# 阿鲁纳恰尔邦
阿鲁纳恰尔邦，又譯阿鲁纳查尔、阿倫納曹，是印度的一個邦，原為東北邊境特區（NEFA），與南部的阿薩姆邦和那加蘭邦接壤，西临不丹、東接緬甸，北与中华人民共和国為鄰，首府為伊塔那噶。
在地理上，它是印度東北各邦中面積最大的邦。根据印度人口普查，阿魯納恰爾邦是一個民族多元化的地區，西部主要是門巴人，中部有塔尼人，東部有泰語民族，南部有那加人，約有45個部落/子部落，主要部落是阿迪、尼希、加洛、塔金、阿帕塔尼等。與東北其他邦一樣，該地區的人民也有藏緬血統。目前，有許多來自印度其他地區的人來到這裡從事經濟和文化活動，經過數十年的人口結構變遷，阿魯納恰爾邦現為印度四個以基督教為最大宗教的邦，且基督徒比例仍持續上升中。
除了龍鼎縣、長朗縣、蒂拉普縣等少數地區外，中華人民共和國對該邦的大部分地區（即藏南地區）宣稱主權，主要划入西藏自治区的错那、隆子、墨脱、察隅四县的管辖范围之内，拒絕承認阿魯納恰爾邦的合法性，中华人民共和国官方媒體一般以带有引号的“阿鲁纳恰尔邦”来称呼该邦。中國人民解放軍在中印邊界戰爭中短暫佔領了部分地區，但隨後撤回。

## 历史

### 早期历史
阿鲁纳恰尔邦早期的历史至今仍然未有確實文獻記載，目前可以了解其早期歷史的就只有其南部的阿豪姆王国對此地區的少量记载。一般认为大多数土著部落群体的祖先从西藏迁移到此，这一地区曾经落入吐蕃、门巴族的门隅部落、不丹等多个国家的势力范围。
17世纪，五世达赖喇嘛于1642年取得了对西藏的统治权，他对门隅征税（藏语称税收为khral），并指示在门巴地区建造名为宗 (Dzong) 的堡垒，作为西藏甘丹颇章政权履行地方行政管理的中心。六世达赖喇嘛生于达旺，被和硕特汗国末代统治者拉藏汗领导下的蒙古军队绑架并作为战俘送往清朝，途中病亡。
该地区的山地属于藏区的康巴和卫藏文化区，其中还包括雅鲁藏布江流域。山麓及平原处于阿薩姆人建立的楚蒂亚王国的控制之下。尽管确实存在与外部世界的互动，大部分地区实际仍为各部落自治。根据最近对该地寺庙遗址的发掘研究，例如14世纪的马里坦寺（Malinithan）遗址，表明它们是在楚蒂亚统治时期建造的。另一个著名的遗迹是比斯马克纳加尔（Bhismaknagar），揭示了楚蒂亚人拥有较为先进的文化和管理能力。第三个遗址是位于该邦最西北部、拥有400年历史的达旺寺，提供了阿鲁纳恰尔邦历史上一些信奉佛教的部落存在的证据。
18世纪初清朝征服西藏后，向拉萨派遣驻藏大臣，但仍保留了自治的甘丹颇章政权。1750年后，清廷允许西藏僧侣以转世形式自行选择其领导人达赖喇嘛和班禅喇嘛，但形式上需要受到清朝皇帝的承认，即金瓶掣簽。达旺等地的寺院仍向拉萨缴纳“酥油差”。

### 麦克马洪线的勘定

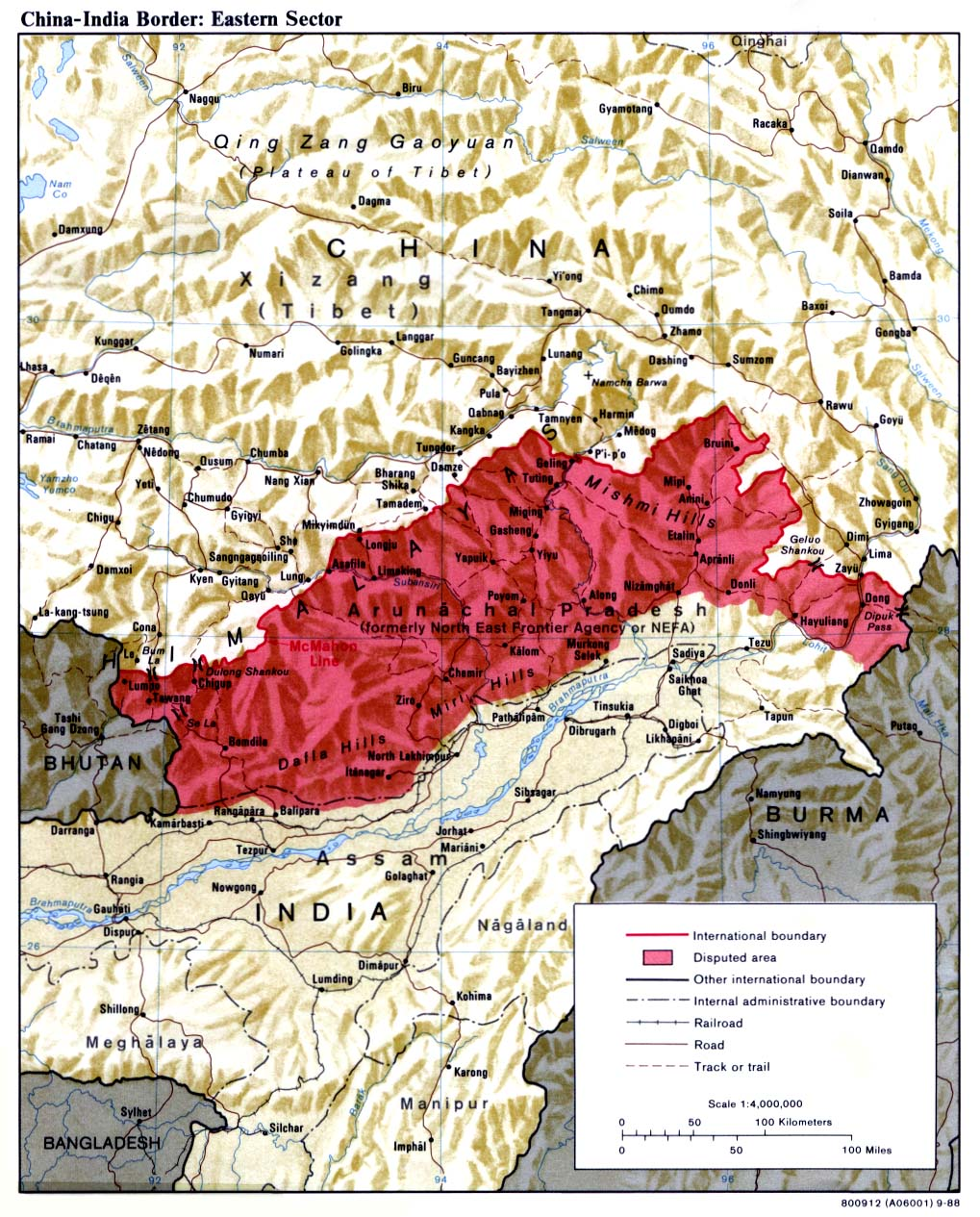
紅色部份為中印爭議的「藏南地區」，阿魯納恰爾邦東南部不在爭議區域內

1914年，英属印度政府建立了属于阿萨姆省的东北边境地区。它分为三个部分，被称为巴利帕拉（Balipara）边境地区、拉金普尔（Lakhimpur）边境地区和萨迪亚（Sadiya）边境地区。
1912年初，中华民国成立前后，西藏政府驱逐原清廷官员及駐藏清軍并宣布独立。1913年至1914年，中英藏三方举行西姆拉會議。该会议旨在确立中藏与印藏边界，及中国与西藏的关系。在会上英国全权特使威廉·亨利·麦克马洪提出麦克马洪线为西藏、中国川邊特別區（後改為西康省）及雲南省和英属印度（含今日的緬甸北部克欽邦）之间的边界，该线将喜馬拉雅山分水嶺以南包括达旺在內的地區及東段的坎底盆地（即今日之克欽邦最北的葡萄縣）、江心坡（即恩梅開江和邁立開江之間）地區等劃入英屬印度。當時的中國北洋政府则因國內反对，没有签字並退出谈判。而英、藏代表皆签字批准包括麦克马洪线在内的协议。條約共獲英藏兩方認定，中方則拒絕承認。此後，中方一直聲稱中印传统线及中緬傳統線，其观点认为：阿鲁纳恰尔及其正東面的坎底、江心坡地區到滇西一帶是西康、云南和西藏的一部分，而西藏政府不具有外交权，因此西姆拉会谈条约只有英国单方签字，应视为无效。

### 印度独立後
1954年，印度政府将东北边境地区更名为东北边境特区，属阿萨姆邦。同年出版的印度官方地图首次把麦克马洪线从1936年以来注明为“未标定界”改为“已定界”。1960年中緬（克欽邦、撣邦、克倫邦和緬甸本部於1948年分別宣布自英國獨立）重新議定邊界，簽訂中華人民共和國和緬甸聯邦邊界條約，中國正式明文承認麦克马洪线缅甸段為中国和缅甸的國界。1962年中华人民共和国和印度在边境上发生中印边境战争。中國人民解放軍在战争中大获全胜，並控制達旺地區。戰後中國軍隊卻主動撤退，印度再次完全獲得該地控制權。1972年印度政府将该特区升级，改为阿鲁纳恰尔中央直辖区，並廣設甘地銅像、醫療診所，普及國民中、小學，並設民族學院及大學。

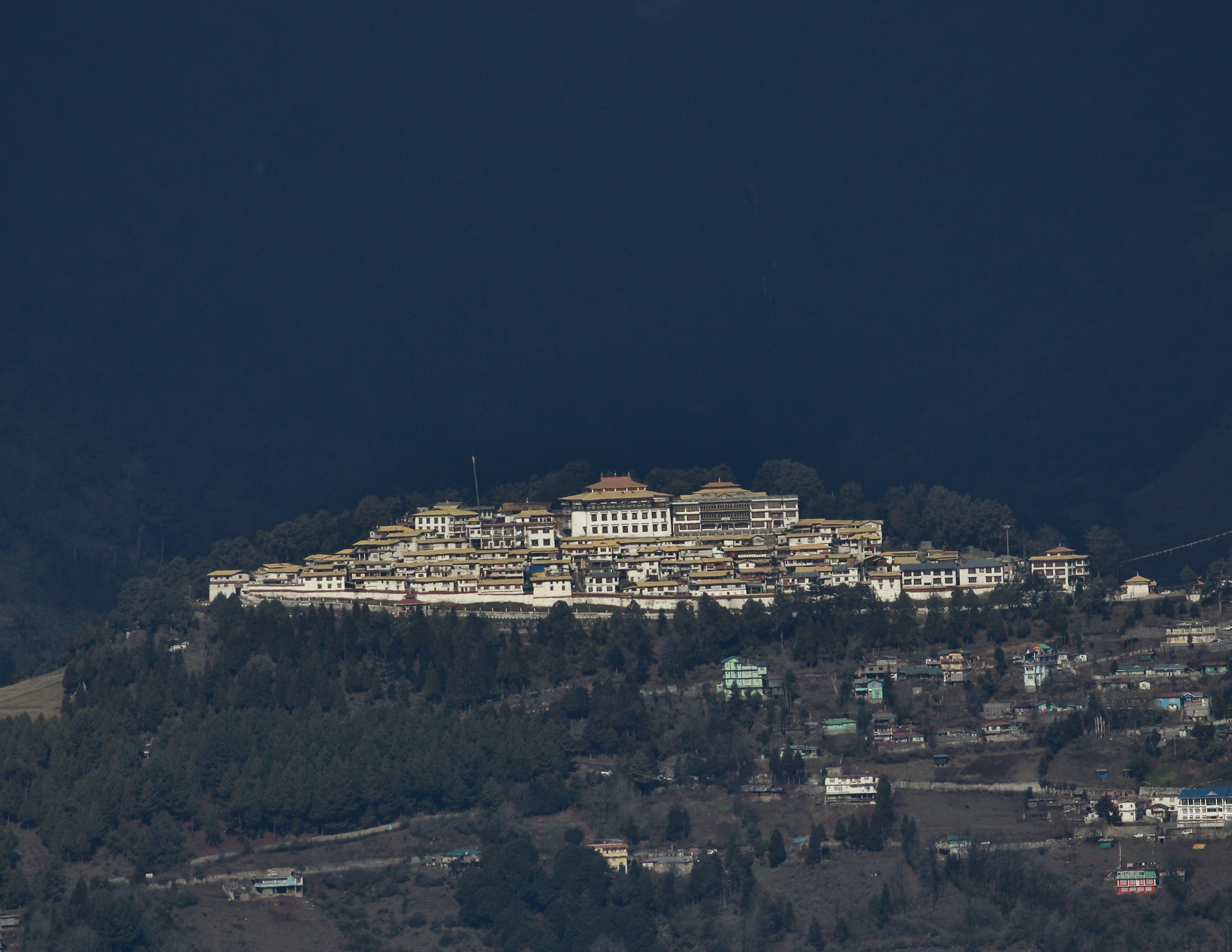
达旺寺，该地最大的佛教寺庙

1986年底印度议会两院通过立法将阿鲁纳恰尔中央直辖区升格为邦，1987年正式成立阿鲁纳恰尔邦，意思即為“旭日之邦”。
因为中印双方的领土争议，都认为该地属于本国领土，该地区长期以来成为两国之间一个潜在的冲突点。20世纪80年代中期，印度曾试图在达旺附近建立一个永久性哨所，中国解放軍获悉后也隨即开始在该地区建立自己的哨所，其后印度决定派出第五山地师到达旺进行增援。那次事件差点引发中印之间的一场战争。印度軍方在本邦與鄰國緬甸的邊境佈置嚴密的軍事防禦工事。21世纪初印度人民黨上台後，不斷加強機場、道路、橋梁、土木工程及自來水、電力、通信基礎建設。並加大招商引資力度，用舉辦國際節慶的方式興辦當地土著民族的傳統節日文化活動。而另一方面，本邦南面那加兰邦、曼尼普爾邦、米佐拉姆邦和東面緬甸克欽邦北部及野人山以南的胡康河谷，景頗族、那加族、欽族武裝獨立集團活躍，所以外人都要取得特別許可證，才可以進入本區域。在中印邊界衝突時有發生的情況下，中國政府在喜馬拉雅山另一側大興土木，加之青藏鐵路通車後對西藏的運輸能力提升，引發了印度方面的憂慮。雙方爭相在邊界實控線附近增加基礎設施建設。
多年来，中国政府不承认“阿鲁纳恰尔邦”的法律地位，根據中國法律規定，阿鲁纳恰尔邦的居民是所谓“中國公民”，到访中国时采用“另纸签证”的方式处理，长期引发印度方面的不满。2006年11月13日，中國駐印度大使孫玉璽向印度傳媒表示中方擁有藏南地區主權，引發外交風波，阿魯納恰爾邦行政官員要求中國政府召回孫玉璽。
1959年之前，西藏噶厦政府与印度政府对包括达旺在内的地区存在争议。然而，2008年6月，西藏流亡政府的精神領袖十四世達賴喇嘛在接受《印度時報》採訪時承認印度對阿魯納恰爾邦的主權，將其排除在「大藏區」之外。
2023年4月，中国政府單方面更改阿鲁纳恰尔邦11个地区的名称。作為回應，印度内政部长阿米特·沙阿到阿鲁纳恰尔邦视察以维护印度的主权。美国自1962年以来承认印度对阿鲁纳恰尔邦拥有主权。2024年，美国政府亦重申阿鲁纳恰尔邦是印度領土，反对中国的非法领土主张。中国外交部方面對此表示坚决反对。

## 人物
- 第六世达赖喇嘛仓央嘉措出生在该地区的达旺。

## 行政区划

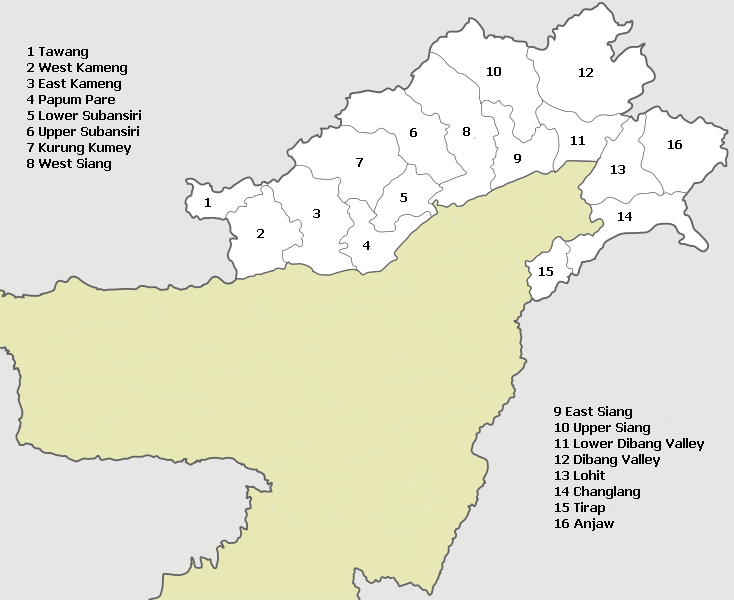
分县地图

阿鲁纳恰尔邦分成東、西兩個專區，下辖25個縣。
- 西專區：达旺县、西卡门县、东卡门县、帕科卡桑縣、帕普派尔县、库朗库美县、科拉達阿迪縣、下苏班西里县、上苏班西里县、卡姆勒縣、西桑朗县、希尤米縣、下桑朗縣、雷帕拉達縣
- 東專區：东桑朗县、桑朗縣、上桑朗县、下迪邦山谷县、上迪邦山谷县、安娇县、洛西特县、南赛县、长朗县、蒂拉普县、龍鼎縣

## 经济
下图显示了统计和计划执行部的阿鲁纳恰尔邦国内生产总值按市价计算的趋势，单位为十亿印度卢比。
| 年   | 国内生产总值（十亿印度卢比） |
| ---- | ---------------------------- |
| 1980 | 1.070                        |
| 1985 | 2.690                        |
| 1990 | 5.080                        |
| 1995 | 11.840                       |
| 2000 | 17.830                       |
| 2005 | 31.880                       |
| 2010 | 65.210                       |
| 2014 | 155.880                      |

阿鲁纳恰尔邦的国内生产总值估计在2004年为7.06亿美元，2014年为24.6亿美元，农业是当地经济的主要支柱。这里种植的作物有水稻，玉米，小米，小麦，豆类，甘蔗，姜和油籽等等。Jhum，当地用于种植的术语，在部落群体中广泛实行，近年来其他产业的逐渐增长，使得农业的相对比重下降。阿鲁纳恰尔邦有近61,000平方公里的森林，森林产品是经济下一个最重要的部分。阿鲁纳恰尔邦也是园艺和果园的理想选择。其主要行业有水稻，水果保鲜加工，手工工艺品。锯木厂和胶合板行业受法律禁止，但阿鲁纳恰尔邦有很多锯木厂。
阿鲁纳恰尔邦占印度未开发水电潜力的很大一部分。 2008年，阿鲁纳恰尔邦政府与各公司签署了许多谅解备忘录，规划了大约42个水力发电计划，将发电量超过27,000兆瓦。预计将在2009年4月开始建设1万至12,000兆瓦的西洋水电工程。

## 地理

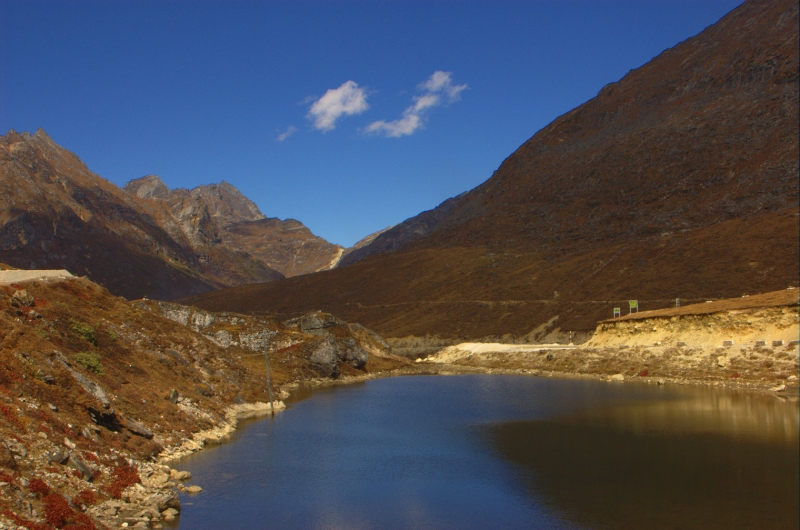
阿鲁纳恰尔邦以其山脉风光而闻名。

阿鲁纳恰尔邦的面积为83,743平方千米，是现时印度东北部面积最大的行政区。现有人口100多万。首府在伊塔那噶（Itanagar）。
由於阿鲁纳恰尔邦位於喜馬拉雅山脈旁，所以當地多山。2005年夏季，由於印度持續發生暴雨，使安嬌和勞哈特區都出現大規模山泥傾瀉，造成嚴重的傷亡。

## 人口

### 民族
阿鲁纳恰尔邦的人口有超越100万人。根据当地政府统计，本地有82种的不同部族，絕大部分是蒙古人種漢藏語系。主要的部族包括了信仰泛灵论的阿迪族、阿加族、米济族、蔷薇族等等。信仰基督新教的浸信会以及羅馬天主教的傈僳族、日旺族 、景頗族和那加人等蒙古人種漢藏語系等信奉基督宗教的團體組成了最大的宗教群體。部份為信仰藏传佛教的藏族支系门巴族、舍度苯族、珞巴族以及康巴人；南传佛教的坎底傣、帕基人。信仰印度教的部族是诺特族，诺特族是那加人的一个部族。

### 宗教
该地宗教多元，以基督宗教為第一大宗教。
宗教（2011年）

### 識字率
該邦的识字率从2001年的54.74%上升到2011年的66.95%。2011年，該邦的识字人数為789,943人。男性识字人数为454,532人（73.69%），女性识字人数为335,411人（59.57%）。

## 语言
英语为官方语言，但是當地原住民的部族语言大多數為汉藏语系中的藏缅语族，當中包括在2007年發現、2010年10月確定存在的克羅語。根据当地政府统计，本地的方言计有超过40种。印度英語及印地語为各原住民部落溝通的通用语，且相鄰南部的那加蘭邦之部族語言也是以藏緬語族為主，亦通行英語。
阿鲁纳恰尔邦语言，2001年